# Dieter Klar
Dieter Klar (* 9. September 1937 in Frankfurt am Main) ist ein deutscher Fotograf und Fotojournalist.

## Leben

### Ausbildung und Arbeit als Fotograf
Dieter Klar wurde als Sohn von Willi Klar und Lilli Klar in Frankfurt am Main geboren.
Nach seiner Ausbildung zum Fotografen war er als Industrie- und Werbefotograf tätig. 1958 ging er als Modefotograf nach Helsinki, wurde aber schon ein Jahr später zum Wehrdienst in Buxtehude eingezogen.
Während dieser Zeit arbeitete er als Industriefotograf und fotografierte Mode in Paris. Zwischendurch arbeitete er in der Kaufhofzentrale in Köln für die Werbeabteilung. 1965 wurde er Mitglied im Bund Bildender Künstler (BBK) und stellte Fotoarbeiten in der Bundesrepublik und im Ausland aus. Nebenbei fotografierte er für amerikanische Verlage Postkarten, Pin-ups und Kalender.
Dieter Klar nahm das Angebot der Deutschen Presse-Agentur (dpa) an, als Fotoreporter zu arbeiten. Er arbeitete 17 Jahre freiberuflich für die dpa. Dieter Klar ist seit dem 1. Mai 1967 Mitglied im Bund bildender Künstler (BBK). Für seine kulturellen Verdienste wurde Dieter Klar am 15. März 2024 im Schloß Agathenburg im Landkreis Stade das Verdienstkreuz am Bande des Verdienstordens der Bundesrepublik Deutschland verliehen.

### Tätigkeit als Produzent und Regisseur
1985 wechselte Dieter Klar zum Fernsehen. Gemeinsam mit Annemieke Kesselaar produzierte er Sendungen wie „Vorsicht, Kinder in der Kiste“ und Reportagen aus aller Welt (TV-Produktion „Bildermühle“). Er arbeitete als Regisseur und Produzent für WDR, RTL, ARD und SAT1.
Im August 2005 inszenierte Dieter Klar das Historienstück „Königliche Nacht“ auf dem St.-Petriplatz in Buxtehude. Dabei handelte es sich um eine Szenische Lesung und Konzert. Im August 2006 folgte eine Neuinszenierung der „Königlichen Nacht“.
Von 2006 bis 2008 produzierte Dieter Klar das Internetfernsehen BuxTV, satirische Beiträge zum regionalen und überregionalen Geschehen.

## Weitere Projekte

### Kulturforum am Hafen
Im Seitenflügel der ehemaligen Malerschule, einem denkmalgeschützten und im Eigentum der Stadt Buxtehude befindlichen Fabrikgebäude aus der Mitte des 19. Jahrhunderts, befindet sich seit dem 31. Oktober 2008 das Kulturforum am Hafen. Dieter Klar war beratend in die Planungs- und Umbauphase des Hauses einbezogen und bis Februar 2017 Präsident und von Februar 2017 bis Dezember 2021 Künstlerischer Leiter des Kulturforums am Hafen.

### International Music Festival Buxtehude, Altes Land, Harburg
Seit Sommer 2010 findet jährlich das International Music Festival Buxtehude, Altes Land, Harburg statt.
Gegründet wurde das Festival von dem chinesischen Pianisten Haiou Zhang und dem ehemaligen Präsidenten des Kulturforums am Hafen, Dieter Klar. Produzent und Intendant war bis 2023 Dieter Klar, die musikalische Leitung liegt bei Haiou Zhang und die künstlerische Gesamtleitung teilten sich bis 2023 Dieter Klar und Haiou Zhang.
Junge Talente aus dem In- und Ausland kommen nach Buxtehude und ins Alte Land, um an mehreren Tagen und wechselnden Aufführungsstätten klassische Musik zu präsentieren. Das Festival bezieht Schulen der Hansestadt Buxtehude in das Konzept mit ein.

## Fernsehproduktionen
- BuxTV
- Vorsicht: Kinder in der Kiste – International[4]
- Die Oma Opa Mama Papa guck-mal-Show
- TV.Bildermühle
- Rudis halbe Stunde
- Rudis Tiershow

## Ausstellungen

### Buxtehuder Klar-Sichten Fotografien von Dieter und Reto Klar
4. November–10. Dezember 1995

### Deutschland seit 1945
1997–2002 und 1998–2003. Unter dem Titel „Deutschland seit 1945“ entstand in Zusammenarbeit mit dem Goethe-Institut die Wanderausstellung mit Fotografien von Willi Klar, Dieter Klar und Reto Klar. Die Ausstellung wurde in zwei Durchläufen von 1997 bis 2002 und 1998 bis 2003 weltweit gezeigt.

### Klar-Sichten Fotos aus drei Generationen 1945–1999
8. September–18. November 2001. Danach Wanderausstellung. Die Ausstellung „Klar-Sichten; Fotos aus drei Generationen 1945-1999: Willi Klar, Dieter Klar und Reto Klar“ entstand 1999 in Zusammenarbeit mit dem Haus der Geschichte der Bundesrepublik Deutschland, Bonn – ergänzt durch „Buxtehuder Klar-Sichten“ und eine in Zusammenarbeit mit dem Modernen Filmclub Buxtehude (MFC) erstellte Videoinstallation „Buxtehuder Zeitzeugen“ im Heimatmuseum Buxtehude – und wurde dort von Mai 1999 bis April 2000 gezeigt. Danach Wanderausstellung.

### Kunst – völlig unbehindert. Es ist normal, verschieden zu sein. 40 Jahre Lebenshilfe
28. August–6. Oktober 2002. Lebenshilfe Buxtehude e.V. und Buxtehude Museum in Kooperation mit den Fotografen Dieter und Reto Klar.

### Abschied vom Kernkraftwerk Stade
31. Oktober 2004–13. Februar 2005. Ein gemeinsames Projekt des Buxtehude Museums und des Stadtarchivs Buxtehude mit dem Schwedenspeicher-Museum und dem Stadtarchiv Stade in Zusammenarbeit mit dem Fotojournalisten Dieter Klar, Buxtehude.

### KUNST-KICK
9. Juni–9. Juli 2006. Live-Spielübertragungen auf Großbildleinwand, Tischfußballturnier, Musik, Kabarett, Performances, Ausstellung „Fußball in Buxtehude“. Veranstalter: Buxtehude Museum, Stadt Buxtehude, Dieter Klar.

### Spiegelungen. 40 Orte – 20 Namen
26. Juni 2009–31. Mai 2011. Danach Wanderausstellung. Eine weitere Ausstellung war „Spiegelungen. 40 Orte – 20 Namen. Fotografien aus Deutschland“ von Dieter und Reto Klar; zwei Jahrzehnte nach dem Mauerfall begaben sich die beiden Fotografen von 2007 bis 2009 auf eine Entdeckungsreise durch 40 namensgleiche Städte und Dörfer in Ost- und Westdeutschland unter Einbeziehung dort lebender Menschen. Die Ausstellung wurde im Haus der Geschichte in Bonn vom 26. Juni 2009 bis zum 31. Mai 2011 gezeigt. Danach Wanderausstellung.
Überdies wurden Teile der Ausstellung „Spiegelungen“ in die weltweit gezeigte Wanderausstellung „Deutschland für Anfänger“ integriert, ein Gemeinschaftsprojekt des Goethe-Instituts und der Bundeszentrale für politische Bildung zu dem Thema 60 Jahre Bundesrepublik. Die Ausstellung war nach der Eröffnung am 1. Juli 2009 im Auswärtigen Amt in Berlin in weiteren deutschen Städten zu sehen und wanderte anschließend durch die Goethe-Institute in aller Welt – u. a. wurde die Ausstellung in Peking, Shanghai, Nanjing und Wuhan und Taipeh zu sehen, außerdem in Vietnam und Südasien sowie zuletzt 2013/2014 in neun Städten Brasiliens.

### Mitten im Leben
12. Oktober–11. November 2012. Fotoprojekt von Reto und Dieter Klar. Porträts – künstlerisch bearbeitet von Menschen der Lebenshilfe. Eine Ausstellung in Zusammenarbeit des Buxtehude Museums mit Dieter und Reto Klar und der Lebenshilfe Buxtehude (Anlässlich: „50 Jahre Lebenshilfe … ich bin dabei!“).

### Aufbrassen · Zwieback · Wassertrompete. Johann Hinrich Röding und das Allgemeine Wörterbuch der Marine von 1793
2. Mai–Ende 2015. Kulturforum am Hafen, Foyer des Buxtehude Museums, Ratskeller Buxtehude. Ausstellung in Zusammenarbeit mit der Hansestadt Buxtehude / Stadtarchiv.